# Iwade (Anglia)
Iwade – wieś w Anglii, w hrabstwie Kent, w dystrykcie Swale. Leży 18 km na północny wschód od miasta Maidstone i 62 km na wschód od centrum Londynu.